# Katsuo Ōno
Katsuo Ōno (大野 克夫, Ōno Katsuo) est né le 12 septembre 1939 à Shimogyō-ku (Kyoto), est un compositeur japonais. Il est le compositeur de l'animé Détective Conan.

## Musiques de film
- 1982 : Yajū deka (野獣刑事?) d'Eiichi Kudō